# واتر استارت‌فورد
واتر استارت‌فورد (به انگلیسی: Water Stratford) یک روستا و محله مدنی در بریتانیا است که در Aylesbury Vale واقع شده‌است. واتر استارت‌فورد ۱۱۲ نفر جمعیت دارد.